# Gli infedeli (film 2012)
Gli infedeli (Les infidèles) è un film del 2012 composto da sette episodi diretti da Emmanuelle Bercot, Fred Cavayé, Alexandre Courtès, Jean Dujardin, Michel Hazanavicius, Éric Lartigau e Gilles Lellouche.
Il film tratta del tema dell'infedeltà degli uomini visto dal punto di vista di 7 registi. In particolare nel film vengono proposte numerose situazioni in cui diversi uomini risultano infedeli alla propria donna.